# Heljda (biljni rod)
Heljda (lat. Fagopyrum) je rod jednogodišnjeg bilja iz porodice dvornikovki raširen po umjerenoj Euroaziji..
Postoji 29 priznatih vrasta, od kojih dvije raatu i u hrvatskoj, usjevna i tatarska heljda

## Vrste
1. Fagopyrum cymosum (Trevir.) Meisn.
2. Fagopyrum callianthum Ohnishi
3. Fagopyrum capillatum Ohnishi
4. Fagopyrum caudatum (Sam.) A.J.Li
5. Fagopyrum crispatifolium J.L.Liu
6. Fagopyrum densivillosum J.L.Liu
7. Fagopyrum esculentum Moench
8. Fagopyrum gilesii (Hemsl.) Hedberg
9. Fagopyrum gracilipedoides Ohsako & Ohnishi
10. Fagopyrum gracilipes (Hemsl.) Dammer
11. Fagopyrum homotropicum Ohnishi
12. Fagopyrum jinshaense Ohsako & Ohnishi
13. Fagopyrum kashmirianum Munshi
14. Fagopyrum leptopodum (Diels) Hedberg
15. Fagopyrum lineare (Sam.) Haraldson
16. Fagopyrum longistylum M.L.Zhou & T.Yu
17. Fagopyrum longzhoushanense J.R.Shao
18. Fagopyrum luojishanense J.R.Shao
19. Fagopyrum macrocarpum Ohsako & Ohnishi
20. Fagopyrum megacarpum H.Hara
21. Fagopyrum pleioramosum Ohnishi
22. Fagopyrum pugense T.Yu
23. Fagopyrum qiangcai D.Q.Bai
24. Fagopyrum rubrifolium Ohsako & Ohnishi
25. Fagopyrum statice (H.Lév.) H.Gross
26. Fagopyrum tataricum (L.) Gaertn.
27. Fagopyrum tibeticum (A.J.Li) Adr.Sanchez & Jan.M.Burke
28. Fagopyrum urophyllum H.Gross
29. Fagopyrum wenchuanense J.R.Shao